# Đại dịch COVID-19 tại San Marino
Bài viết này ghi lại các tác động của đại dịch COVID-19 ở San Marino, và có thể không bao gồm tất cả các phản ứng và biện pháp chính hiện đại.

## Dòng thời gian
| COVID-19 tại San Marino () Tử vong Hồi phục Đang điều trị Thg 2Thg 3Thg 4Thg 5Thg 615 ngày gần nhất15 ngày gần nhất                                                                 | COVID-19 tại San Marino () Tử vong Hồi phục Đang điều trị Thg 2Thg 3Thg 4Thg 5Thg 615 ngày gần nhất15 ngày gần nhất | COVID-19 tại San Marino () Tử vong Hồi phục Đang điều trị Thg 2Thg 3Thg 4Thg 5Thg 615 ngày gần nhất15 ngày gần nhất | COVID-19 tại San Marino () Tử vong Hồi phục Đang điều trị Thg 2Thg 3Thg 4Thg 5Thg 615 ngày gần nhất15 ngày gần nhất | COVID-19 tại San Marino () Tử vong Hồi phục Đang điều trị Thg 2Thg 3Thg 4Thg 5Thg 615 ngày gần nhất15 ngày gần nhất |
| --- | --- | --- | --- | --- |
| Ngày | Ngày | | Ca nhiễm | Tử vong |
| 2020-02-27 | 2020-02-27 | | 1(n.a.) | |
| 2020-02-28 | 2020-02-28 | | 2(+100%) | |
| 2020-02-29 | 2020-02-29 | | 3(+50%) | |
| 2020-03-01 | 2020-03-01 | | 8(+167%) | |
| 2020-03-02 | 2020-03-02 | | 9(+13%) | 1(n.a.) |
| 2020-03-03 | 2020-03-03 | | 11(+22%) | 1 |
| 2020-03-04 | 2020-03-04 | | 16(+45%) | 1 |
| 2020-03-05 | 2020-03-05 | | 22(+38%) | 1 |
| 2020-03-06 | 2020-03-06 | | 24(+9%) | 1 |
| 2020-03-07 | 2020-03-07 | | 27(+13%) | 1 |
| 2020-03-08 | 2020-03-08 | | 37(+37%) | 1 |
| 2020-03-09 | 2020-03-09 | | 51(+38%) | 2(+100%) |
| 2020-03-10 | 2020-03-10 | | 62(+22%) | 2 |
| 2020-03-11 | 2020-03-11 | | 69(+11%) | 3(+50%) |
| 2020-03-12 | 2020-03-12 | | 72(+4%) | 5(+67%) |
| 2020-03-13 | 2020-03-13 | | 80(+11%) | 5 |
| 2020-03-14 | 2020-03-14 | | 101(+26%) | 5 |
| 2020-03-15 | 2020-03-15 | | 109(+8%) | 7(+40%) |
| 2020-03-16 | 2020-03-16 | | 115(+6%) | 9(+29%) |
| 2020-03-17 | 2020-03-17 | | 119(+3%) | 11(+22%) |
| 2020-03-18 | 2020-03-18 | | 127(+7%) | 14(+27%) |
| 2020-03-19 | 2020-03-19 | | 144(+13%) | 14 |
| 2020-03-20 | 2020-03-20 | | 151(+5%) | 14 |
| 2020-03-21 | 2020-03-21 | | 160(+6%) | 20(+43%) |
| 2020-03-22 | 2020-03-22 | | 175(+9%) | 20 |
| 2020-03-23 | 2020-03-23 | | 187(+7%) | 20 |
| 2020-03-24 | 2020-03-24 | | 187 | 21(+5%) |
| 2020-03-25 | 2020-03-25 | | 208(+11%) | 21 |
| 2020-03-26 | 2020-03-26 | | 218(+5%) | 21 |
| 2020-03-27 | 2020-03-27 | | 223(+2%) | 21 |
| 2020-03-28 | 2020-03-28 | | 224(+0.45%) | 22(+4.8%) |
| 2020-03-29 | 2020-03-29 | | 229(+2.2%) | 24(+9.1%) |
| 2020-03-30 | 2020-03-30 | | 230(+0.4%) | 25(+4.2%) |
| 2020-03-31 | 2020-03-31 | | 236(+2.6%) | 26(+4%) |
| 2020-04-01 | 2020-04-01 | | 236 | 28(+8%) |
| 2020-04-02 | 2020-04-02 | | 245(+3.8%) | 30(+7.1%) |
| 2020-04-03 | 2020-04-03 | | 251(+2.4%) | 32(+6.7%) |
| 2020-04-04 | 2020-04-04 | | 259(+3.2%) | 32 |
| 2020-04-05 | 2020-04-05 | | 266(+2.7%) | 32 |
| 2020-04-06 | 2020-04-06 | | 277(+4.1%) | 32 |
| 2020-04-07 | 2020-04-07 | | 279(+0.7%) | 34(+6.3%) |
| 2020-04-08 | 2020-04-08 | | 308(+10.4%) | 34 |
| 2020-04-09 | 2020-04-09 | | 333(+8.1%) | 34 |
| 2020-04-10 | 2020-04-10 | | 344(+3.3%) | 34 |
| 2020-04-11 | 2020-04-11 | | 356(+3.5%) | 35(+2.9%) |
| 2020-04-12 | 2020-04-12 | | 356 | 35 |
| 2020-04-13 | 2020-04-13 | | 371(+4.2%) | 36(+2.9%) |
| 2020-04-14 | 2020-04-14 | | 372(+0.3%) | 36 |
| 2020-04-15 | 2020-04-15 | | 393(+5.6%) | 36 |
| 2020-04-16 | 2020-04-16 | | 426(+8.4%) | 38(+5.6%) |
| 2020-04-17 | 2020-04-17 | | 435(+2.1%) | 39(+2.6%) |
| 2020-04-18 | 2020-04-18 | | 455(+4.6%) | 39 |
| 2020-04-19 | 2020-04-19 | | 461(+1.3%) | 39 |
| 2020-04-20 | 2020-04-20 | | 462(+0.2%) | 39 |
| 2020-04-21 | 2020-04-21 | | 476(+3%) | 40(+2.6%) |
| 2020-04-22 | 2020-04-22 | | 488(+2.5%) | 40 |
| 2020-04-23 | 2020-04-23 | | 501(+2.7%) | 40 |
| 2020-04-24 | 2020-04-24 | | 513(+2.4%) | 40 |
| 2020-04-25 | 2020-04-25 | | 535(+4.3%) | 40 |
| 2020-04-26 | 2020-04-26 | | 538(+0.6%) | 41(+2.5%) |
| 2020-04-27 | 2020-04-27 | | 538 | 41 |
| 2020-04-28 | 2020-04-28 | | 553(+2.8%) | 41 |
| 2020-04-29 | 2020-04-29 | | 563(+1.8%) | 41 |
| 2020-04-30 | 2020-04-30 | | 569(+1.1%) | 41 |
| 2020-05-01 | 2020-05-01 | | 580(+1.9%) | 41 |
| 2020-05-02 | 2020-05-02 | | 580 | 41 |
| 2020-05-03 | 2020-05-03 | | 582(+0.3%) | 41 |
| 2020-05-04 | 2020-05-04 | | 582 | 41 |
| 2020-05-05 | 2020-05-05 | | 589(+1.2%) | 41 |
| 2020-05-06 | 2020-05-06 | | 608(+3.2%) | 41 |
| 2020-05-07 | 2020-05-07 | | 622(+2.3%) | 41 |
| 2020-05-08 | 2020-05-08 | | 623(+0.2%) | 41 |
| 2020-05-09 | 2020-05-09 | | 637(+2.2%) | 41 |
| 2020-05-10 | 2020-05-10 | | 628(-1.4%) | 41 |
| 2020-05-11 | 2020-05-11 | | 628 | 41 |
| 2020-05-12 | 2020-05-12 | | 638(+1.6%) | 41 |
| 2020-05-13 | 2020-05-13 | | 643(+0.8%) | 41 |
| 2020-05-14 | 2020-05-14 | | 648(+0.8%) | 41 |
| 2020-05-15 | 2020-05-15 | | 652(+0.6%) | 41 |
| 2020-05-16 | 2020-05-16 | | 653(+0.2%) | 41 |
| 2020-05-17 | 2020-05-17 | | 654(+0.2%) | 41 |
| 2020-05-18 | 2020-05-18 | | 654 | 41 |
| 2020-05-19 | 2020-05-19 | | 655(+0.2%) | 41 |
| 2020-05-20 | 2020-05-20 | | 656(+0.2%) | 41 |
| 2020-05-21 | 2020-05-21 | | 658(+0.3%) | 41 |
| 2020-05-22 | 2020-05-22 | | 661(+0.5%) | 41 |
| 2020-05-23 | 2020-05-23 | | 665(+0.6%) | 42(+2.4%) |
| 2020-05-24 | 2020-05-24 | | 665(+0.6%) | 42 |
| 2020-05-25 | 2020-05-25 | | 666(+0.2%) | 42 |
| 2020-05-26 | 2020-05-26 | | 666 | 42 |
| 2020-05-27 | 2020-05-27 | | 667(+0.2%) | 42 |
| 2020-05-28 | 2020-05-28 | | 670(+0.4%) | 42 |
| 2020-05-29 | 2020-05-29 | | 671(+0.1%) | 42 |
| 2020-05-30 | 2020-05-30 | | 671 | 42 |
| 2020-05-31 | | | | |
| 2020-06-01 | 2020-06-01 | | 671 | 42 |
| 2020-06-02 | 2020-06-02 | | 672(+0.1%) | 42 |
| 2020-06-03 | 2020-06-03 | | 674(+0.3%) | 42 |
| 2020-06-04 | 2020-06-04 | | 678(+0.6%) | 42 |
| 2020-06-05 | 2020-06-05 | | 680(+0.3%) | 42 |
| 2020-06-06 | 2020-06-06 | | 680 | 42 |
| 2020-06-07 | 2020-06-07 | | 680 | 42 |
| 2020-06-08 | 2020-06-08 | | 687(+1%) | 42 |
| 2020-06-09 | 2020-06-09 | | 688(+0.1%) | 42 |
| 2020-06-10 | 2020-06-10 | | 691(+0.4%) | 42 |
| 2020-06-11 | 2020-06-11 | | 691 | 42 |
| 2020-06-12 | 2020-06-12 | | 694(+0.4%) | 42 |
| 2020-06-13 | 2020-06-13 | | 694 | 42 |
| 2020-06-14 | 2020-06-14 | | 694 | 42 |
| 2020-06-15 | 2020-06-15 | | 694 | 42 |
| 2020-06-16 | 2020-06-16 | | 694 | 42 |
| 2020-06-17 | 2020-06-17 | | 696 | 42 |
| 2020-06-18 | 2020-06-18 | | 696 | 42 |
| Nguồn: - Văn phòng báo chí của Viện An sinh xã hội San Marino (viết tắt là ISS) cung cấp cập nhật hàng ngày [http://www.iss.sm/on-line/home/archivio-ufficio-stampa-iss.html hở đây | | | | |

Ngày 27 tháng 2, San Marino xác nhận ca nhiễm đầu tiên, một người đàn ông 88 tuổi đến từ Ý. Ông được điều trị tại Bệnh viện Rimini, Ý, do San Marino không có đủ nguồn lực y tế. Ngày 1 tháng 3, bệnh nhân này đã qua đời.
Ngày 1 tháng 3, bảy ca nhiễm mới được xác nhận tại San Marino, bốn người được điều trị tại Bệnh viện San Marino.
Ngày 2 tháng 3, hai ca nhiễm mới được xác nhận, đưa tổng số ca lên 10, gồm năm nam và năm nữ. 98 người đang bị cách ly, tất cả trong độ tuổi từ 68 đến 92.
Tính đến  ngày 13 tháng 4 năm 2024, có 26,185 ca nhiễm được xác nhận và 128 ca tử vong tại San Marino.